# Felicjan Faleński

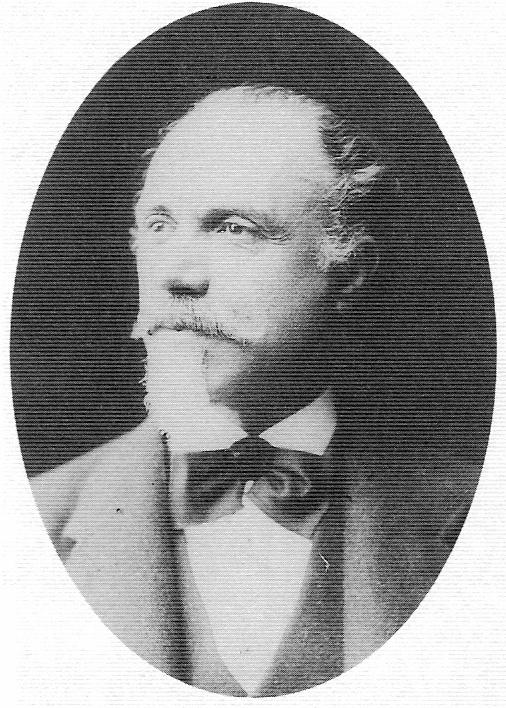
Felicjan Faleński

Felicjan Medard Faleński (* 5. Juni 1825 in Warschau; † 11. Oktober 1910 ebenda) war ein polnischer Schriftsteller.
Der Sohn eines Richters am Obersten Gerichtshof studierte in Warschau unter Leitung von Karol Baliński. Er war befreundet mit Cyprian, Ludwik Norwid und Włodzimierz Wolski, nahm an geheimen Studententreffen teil, besuchte 1843–1844 Jurakurse und war Mitglied eines geheimen Richterbundes. Nach der Entdeckung des Bundes flüchtete er nach Ostpreußen, konnte aber bald nach Warschau zurückkehren und wurde dort Bibliothekar bei den Zamoyskis. 1846 unternahm er eine Wanderung durch Galizien, bei der er auch Józef Korzeniowski kennenlernte. Zwischen 1853 und 1855 lebte er in Radom und Sandomierz. Nach seiner Rückkehr nach Warschau begann Faleński seine schriftstellerische Laufbahn. 1856 veröffentlichte er seinen ersten Gedichtband Kwiaty i kolce.
Während des Januaraufstandes 1863–1864 unterstützte er die radikale Partei der "Roten" (Czerwoni). Seine einzige Auslandsreise führte ihn 1869 nach Prag, Wien und Dresden. Im Folgejahr erschien sein zweiter Gedichtband Sponad mogił. Es folgten Odgłosy z gór (1871) und Pieśni spóźnione (1891), ein weiterer Gedichtband Melodie z domu niewoli blieb unveröffentlicht. Weiterhin übersetzte er Romane von Victor Hugo und machte als Literaturkritiker das Werk von Edgar Allan Poe in Polen bekannt.